# Tia Sáng (báo năm 1938)
Tia Sáng là một tờ báo tiếng Việt theo chủ nghĩa Trotsky. Tia Sáng là cơ quan chính thức của nhóm Tháng Mười (tiếng Anh: October group), được thành lập vào năm 1938. Đây là tờ báo thay thế cho tờ báo ngầm Tháng Mười. Ban đầu báo được phát hành hàng tuần, nhưng đến đầu năm thì chuyển sang nhật báo.